# Christiane Eda-Pierre
Christiane Eda-Pierre, född 24 mars 1932 i Fort-de-France i Martinique, död 6 september 2020 i Deux-Sèvres i Frankrike, var en fransk operasångare (sopran). Hon var Frankrikes första svarta sångerska på operascenen.

## Biografi
Eda-Pierre lärde sig att läsa noter som treåring av sin mor som var pianolärare. Hon kom till Paris i slutet av 1950-talet och lärde känna barytonsångaren Charles Panzera, som uppmuntrade henne att söka till Conservatoire de Paris. Eda-Pierre debuterade 1957 på operan i Nice och fick senare större roller i Paris. Hon uppmärksammades för sin roll i uppsättningen av Offenbachs Hoffmans äventyr 1977. Hon turnerade och gästspelade på operahus i London, Berlin, Wien, Moskva och New York, där hon debuterade på Metropolitan 1980.